# Fuhlenbrock
Fuhlenbrock ist einer von 17 Stadtteilen der kreisfreien Stadt Bottrop, er liegt nordwestlich der Stadtmitte.
Der Name Fuhlenbrock wird auf eine Bezeichnung aus dem Mittelalter zurückgeführt. Die Region, die über die heutigen Grenzen des Stadtteils hinausragte, wurde als Fauler Bruch bezeichnet. Dieses ist auf die niedrige Bodenqualität zurückzuführen.
Fuhlenbrock wird unterteilt in Fuhlenbrock-Wald und Fuhlenbrock-Heide.

## Zahlen
Etwa 14.000 Menschen wohnen in den fünfeinhalb Quadratkilometern des Stadtteils. Die Grenzen des Ortes gingen zuvor weit über die heutigen Grenzen hinaus. 

## Unternehmen
- Bergwerk Prosper-Haniel (Schacht „Franz Haniel“)
- Vestische Glas- und Farben-Handelsgesellschaft mbH

## Infrastruktur
Der Stadtteil verfügt über einen eigenen Marktplatz.
Das Amphitheater Haniel befindet sich in Fuhlenbrock auf der Halde Haniel, auf der jährlich das Haldenglühen-Festival stattfindet.
Im Straßenverkehr ist Bottrop-Fuhlenbrock über die Anschlussstelle Königshardt (seit Oktober 2019 auch als Bottrop-Fuhlenbrock beschildert) erreichbar. Über sie besteht eine Erreichbarkeit durch die Bundesautobahnen 2 und 31.
Im Öffentlichen Personennahverkehr wird Bottrop-Fuhlenbrock durch die Buslinien 261, 268, 953, 961 und 979 sowie von der Taxibuslinie 217 und der Nachtexpress-Linie 18 bedient. Betrieben werden diese Buslinien von den Vestischen Straßenbahnen und der STOAG. Die Taxibuslinie muss eine halbe Stunde vor Fahrtantritt bestellt werden.
| Linie | Verlauf | Takt (Mo–Fr) | Betreiber         |
| ----- | --- | ------------ | ----------------- |
| 261   | Bottrop-Ebel – Bottrop Hbf – Batenbrock – Bottrop ZOB Berliner Platz – Fuhlenbrock – Stadtwald – Nordfriedhof – Eigen Markt | 20 min       | Vestische         |
| 268   | Zeche Franz Haniel – Fuhlenbrock Markt – Bottrop ZOB Berliner Platz – Batenbrock Prosperstr. – Welheimer Mark Klopriesstraße | 20 min       | Vestische         |
| 953   | Bottrop-Fuhlenbrock Spechtstr. – Klosterhardt – Rothebusch – Osterfeld Mitte – OLGA-Park – Neue Mitte Oberhausen – Knappenmarkt – Bermensfeld – Dümpten – Schlad Wehrstr. Linie verkehrt zwischen OLGA-Park und Lipperfeld über die ÖPNV-Trasse Oberhausen | 60 min       | STOAG             |
| 961   | Bottrop-FuhlenbrockSpechtstraße – Klosterhardt – St.-Antony-Hütte – Osterfeld Mitte – Aquapark – Neue Mitte Oberhausen – Mercure-Hotel – Bero-Zentrum – Oberhausen Hbf – Dümpterkamp – Schlad Wehrstr.                                                     | 60 min       | STOAG             |
| 979   | Elektrobuslinie: OB-Sterkrade Bf – Tackenberg – Bottrop-Fuhlenbrock – Bottrop ZOB Berliner Platz | 20 min       | Vestische / STOAG |
| TB217 | Taxibus: Seniorenzentrum St. Teresa – Fuhlenbrock Markt | 60 min       | Vestische         |
| NE18  | Bottrop ZOB Berliner Platz – Fuhlenbrock – Bottrop-Grafenwald – Kirchhellen – Schulze-Delitzsch-Str. NachtExpress: In den Nächten von Freitag auf Samstag, Samstag auf Sonntag und vor Feiertagen                                                          | 60 min       | Vestische         |

## Vereine und Institutionen

### Kirchengemeinden

#### Katholisch

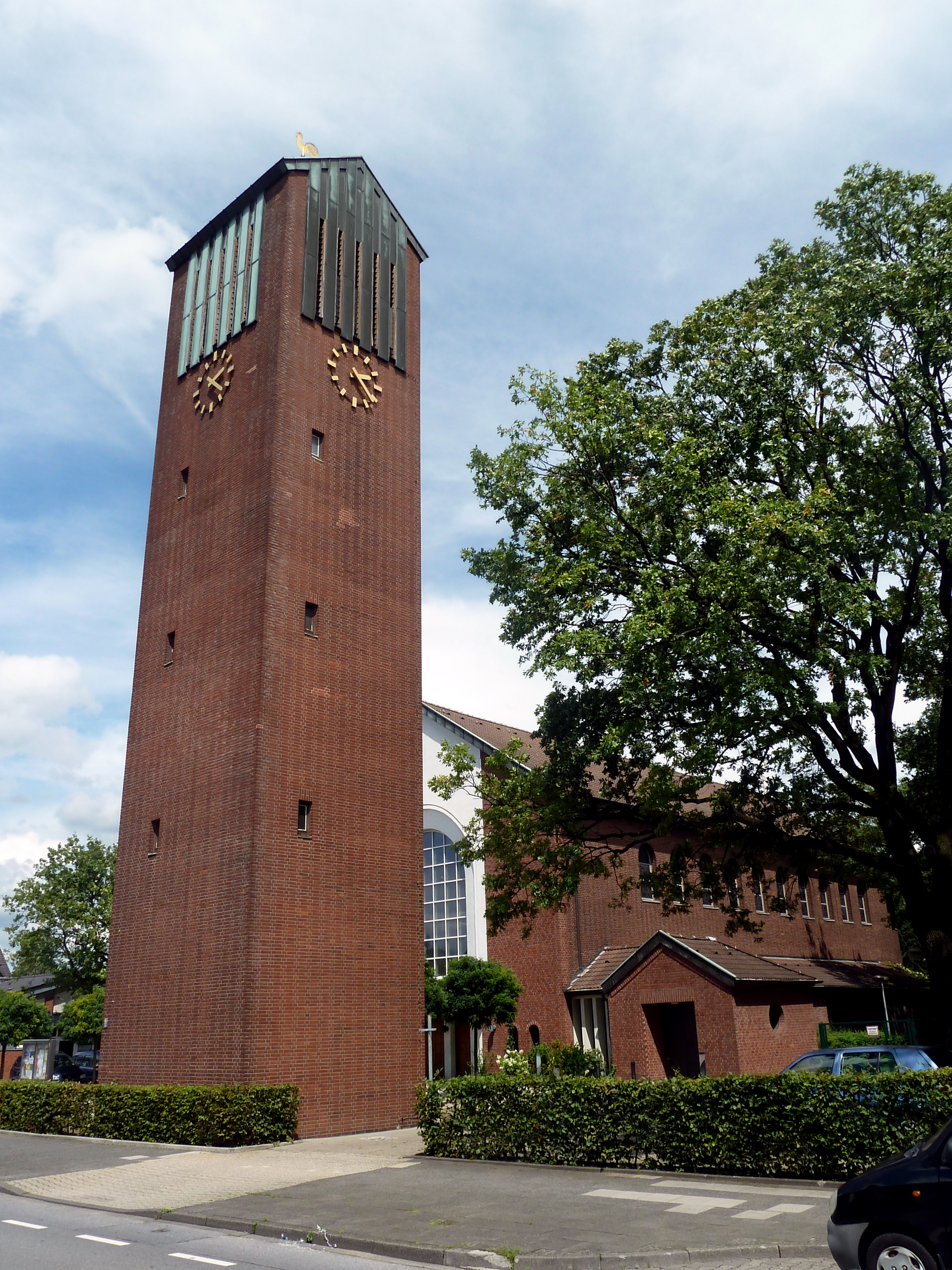
Kirche St. Bonifatius in Fuhlenbrock

- St. Bonifatius
- St. Ludger[2]

#### Evangelisch
- Martin-Niemöller-Haus

### Sportvereine
- SV Blau-Weiß Fuhlenbrock 1926 (Fußball, Turnen)[3]
- TC Waldfriede (Tennis)
- TC Heide (Tennis)
- BC Fuhlenbrock (Billard)[4]
- Fuhlenbrocker Haie (Hobbyfußballmannschaft)[5]
- Die Baseball- und Softball-Mannschaft Bottrop Blackjacks trainiert im Winter in der Sporthalle der August-Everding-Realschule.[6]

### Sonstige Vereine
- Kolpingsfamilie
- Plattdütschen
- KAB
- Freiwillige Feuerwehr Fuhlenbrock (gegr. 1935)
- BSV Bottrop Fuhlenbrock (Schützenverein)
- Spielmannszug "Frei Weg" Bottrop-Fuhlenbrock 1997
- Fuhlenbrocker Narren e. V. (Karnevalsverein)

## Schulen
Im Stadtteil gibt es drei Grundschulen.
- Paul-Gerhardt-Grundschule
- Grundschule Ludgerus
- Konradschule

Des Weiteren befindet sich seit 2001 eine Realschule im Stadtbezirk.
- August-Everding-Realschule